# Pazza famiglia
Pazza famiglia è una serie televisiva italiana, trasmessa da Rai Uno in prima serata e formata da due stagioni: la prima trasmessa di domenica, in quattro puntate da due episodi ciascuna, dal 5 al 26 febbraio 1995 e la seconda il giovedì, ma in sei puntate da due episodi ciascuna, dal 3 ottobre al 7 novembre 1996.
Protagonista degli episodi è Enrico Montesano che interpreta un architetto quarantacinquenne, Leonardo Capasso, la cui vita da un giorno all'altro appare completamente stravolta.
La serie si è aggiudicata un Telegatto come miglior telefilm italiano.

## Trama

### Prima stagione
Di ritorno da un viaggio all'estero, Leonardo trova la sua casa vuota: i figli Valeria e Michele e la moglie sembrano essersi dileguati nel nulla. L'unica traccia del passato è una videocassetta in cui la sua seconda moglie, Gianna ha registrato il suo addio. Parenti, amici e vicini di casa, tra cui Lara e suo suocero, che vorrebbe tornare a vivere con lui, tentano di aiutarlo, ma finiscono col complicargli ancora di più la vita.
I tentativi di ricomporre la sua famiglia vengono intralciati da equivoci e malintesi e Leonardo, oppresso dai tanti problemi, finisce in uno stato confusionale che lo porta addirittura al ricovero in una clinica. Tornato a casa, tenta di ricomporre i pezzi delle sue famiglie, ma ben presto il suo sogno si scontra inesorabilmente con la realtà.

### Seconda stagione
Leonardo Capasso non è riuscito a riallacciare i legami con la seconda moglie e decide quindi di iniziare una nuova relazione sentimentale con Giulia.
Nel frattempo il figlio di Leo, Michele scopre che la propria fidanzata, originaria di Ponsacco, è rimasta incinta e programma di trasferirsi nella cittadina toscana. Ancora importante sarà per Leo l'apporto del suocero.

## Episodi
| Stagione         | Episodi | Prima TV |
| ---------------- | ------- | -------- |
| Prima stagione   | 8       | 1995     |
| Seconda stagione | 12      | 1996     |

## Accoglienza

### Critica
(Alessandra Comazzi, La Stampa, 7 febbraio 1995)
(Simonetta Rabiony, La Stampa, 8 febbraio 1995)
(Giorgio Placereani, Il Piccolo, 15 febbraio 1995)

## Controversie
La serie fu accusata di pubblicità occulta dal programma televisivo Striscia la notizia; la diatriba si incrementò quando Montesano e l'inviato del tg satirico Stefano Salvi vennero alle mani; inoltre in quel frangente l'attore, che in quel periodo era europarlamentare, accusò il programma di «attacco politico» e di «usare la tv come un manganello», mentre Antonio Ricci, regista del programma, replicò sentenziando che «quelle di Montesano sono proteste "craxiane"». Il senatore di Alleanza Nazionale Franco Servello, componente della commissione di vigilanza Rai, propose al neopresidente dell'azienda Enzo Siciliano il rinvio della serie al termine del mandato parlamentare di Montesano nel 1999, affermando che «i parlamentari nazionali ed europei possono solo fare gli ospiti in un sistema di "par condicio"»